# جانی هکت لوکاری
جانی هکت لوکاری (ایتالیایی: Gianni Hecht Lucari؛ ۵ سپتامبر ۱۹۲۲–۲۷ اوت ۱۹۹۸) تهیه‌کننده فیلم اهل ایتالیا بود.
از فیلم‌هایی که وی در آن‌ها نقش داشته‌است، می‌توان به یک روز در دادگاه و دختران زیبا اشاره نمود.